# PRI
Интерфейс первичного уровня (англ. Primary Rate Interface, PRI)  — стандартный интерфейс сети ISDN, определяющий дисциплину подключения станций ISDN к широкополосным магистралям, связывающим местные и центральные АТС или сетевые коммутаторы.

## T1, E1 и J1
PRI является стандартом подключения офисов. Он основан на Т1 в США, и E1 в Европе. Т1 состоит из 24 каналов, Е1 из 32. 
PRI состоит из различного числа каналов в зависимости от страны.
В Северной Америке и Японии их число равно 23хB-каналам и 1хD-каналу (23х64 кбит/с цифровых каналов + 1х64 кбит/с сигнальный) на Т1 1.544 Мбит/с.
В Европе и Австралии оно равно 30xB + 1xD на E1 2.048 Мбит/с. При этом каналы с 1 по 15 и с 17 по 31 – голосовые каналы, 16 канал – канал с информацией, 0 – канал синхронизации. Есть некоторые отличия интерфейса для Японии, поэтому все современные производители оборудования выделяют отдельно J1.

## PRI и BRI
В ISDN есть два уровня доступа к сервису: Basic Rate Interface (BRI), направленный на домашнее использование и малый бизнес, и Primary Rate Interface (PRI), для более крупных клиентов. Оба интерфейса включают в себя B-каналы и D-каналы. B-каналы передают звук, данные и пр. В то время как D-каналы являются сигнальными. Basic Rate Interface состоит из двух 64 кбит/с B-каналов и одного 16 кбит/с D-канала.
PRI состоит из 23 B-каналов и одного 64 кбит/с D-канала на T1 линии (Северная Америка и Япония) или 30 B-каналов и один D-канал на линии E1 (Европа/Остальной мир). Пользователь T1 будет иметь доступ со скоростью 1.472 Мбит/с. Пользователь E1 будет иметь доступ со скоростью 1.875 Мбит/с.
Более высоких скоростей можно достигнуть путём объединения пар PRI-каналов. Двойной PRI для Северной Америки или Японии будет иметь 24+23 = 47 B-каналов и 1 D-канал, но обычно оставляют 46 B-каналов и 2 D-канала для предоставления запасного сигнализирующего канала. Для остального мира двойной PRI будет иметь соответственно 31+30 или 30+30 B-каналов и один или два D-канала.
Для управления каналами, объединяющими устройства в единую сеть, используются такие протоколы сигнализации, как DSS-1, Q.931, QSIG.